# Lycaena sinensis
Lycaena sinensis är en fjärilsart som beskrevs av Nordström 1935. Lycaena sinensis ingår i släktet Lycaena och familjen juvelvingar. Inga underarter finns listade i Catalogue of Life.